# Tomografia computerizzata polmonare
La tomografia computerizzata polmonare è un'indagine di primo o secondo livello per lo studio delle patologie polmonari. 
L'ecografia, così come l'imaging a risonanza magnetica (RM) hanno ruoli marginali nello studio del polmone, per via del contenuto aereo di tali organi che porta sia a un basso segnale RM, per mancanza di protoni, sia a una bassa riflessione delle onde sonore. La RM inoltre è fortemente soggetta ad artefatti in presenza di strutture in movimento (a causa della respirazione e del battito cardiaco); è utilizzata perlopiù nello studio dei linfonodi e dei tessuti molli adiacenti ai polmoni.
Per quanto riguarda le metodiche medico-nucleari, la tomografia a emissione di positroni (PET), che spesso abbina alla scansione PET una scansione TC coregistrata, sta assumendo sempre più importanza nello studio della patologia oncologica polmonare e nello studio della sarcoidosi, mentre la scintigrafia polmonare rimane tutt'oggi un valido presidio nello studio dei pazienti con sospetta o diagnosticata tromboembolia polmonare che non possono eseguire una TC con mezzo di contrasto (per allergia allo stesso o per gravidanza in atto).

## Alterazioni elementari della trasparenza polmonare

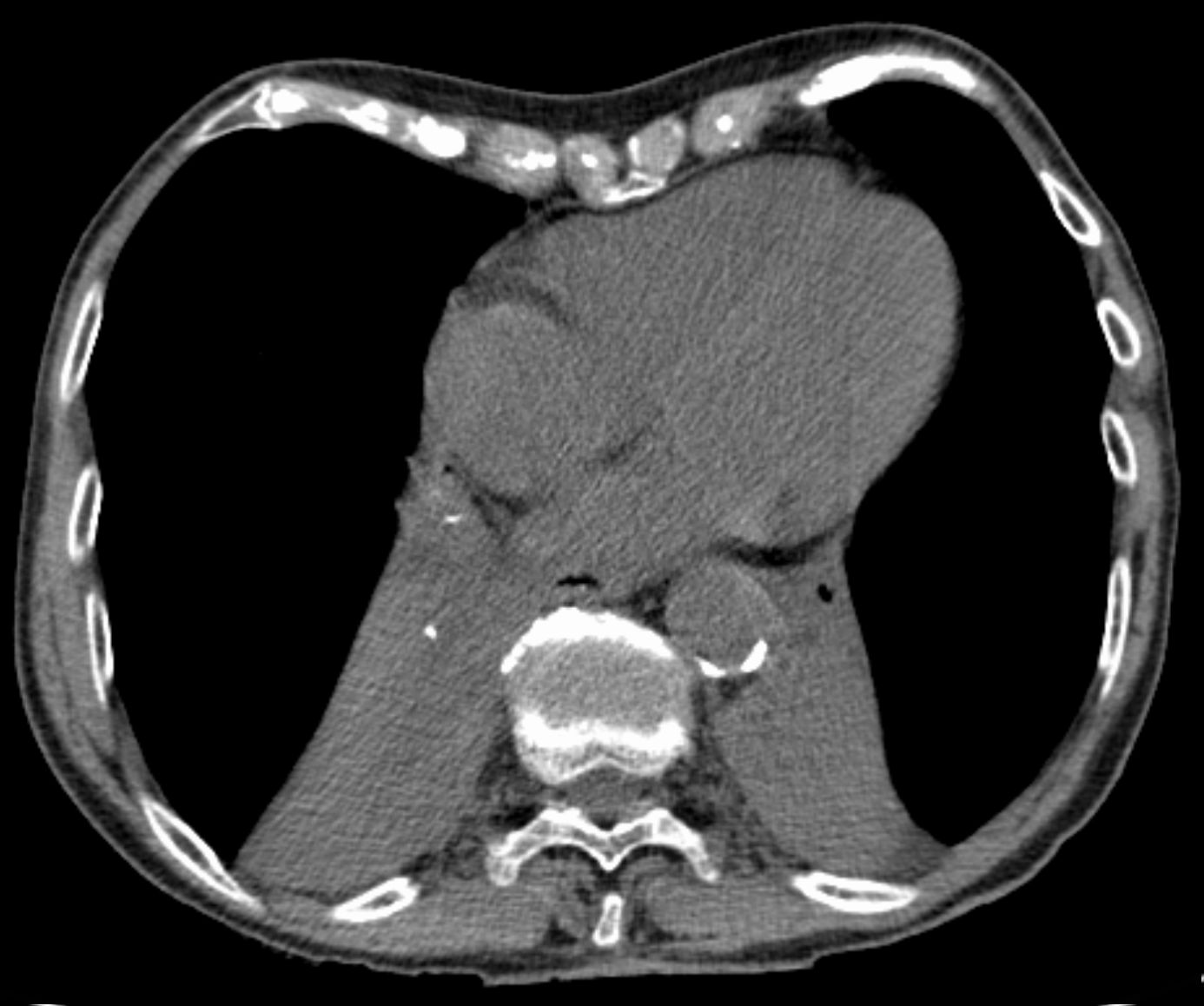
Atelectasie a carico di entrambi i lobi inferiori

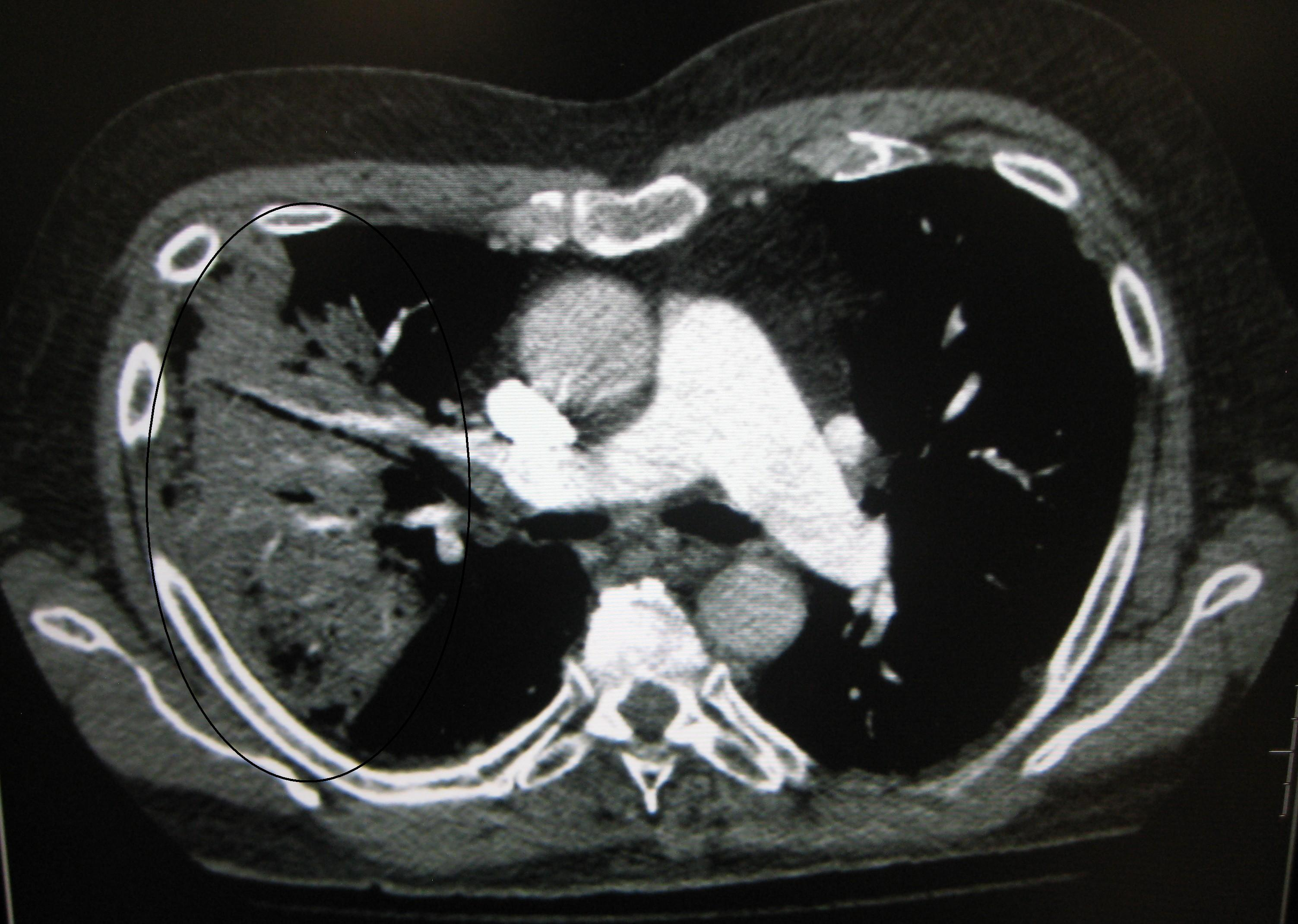
Estesa area di consolidamento a livello del polmone destro da polmonite, è ben evidente il broncogramma aereo

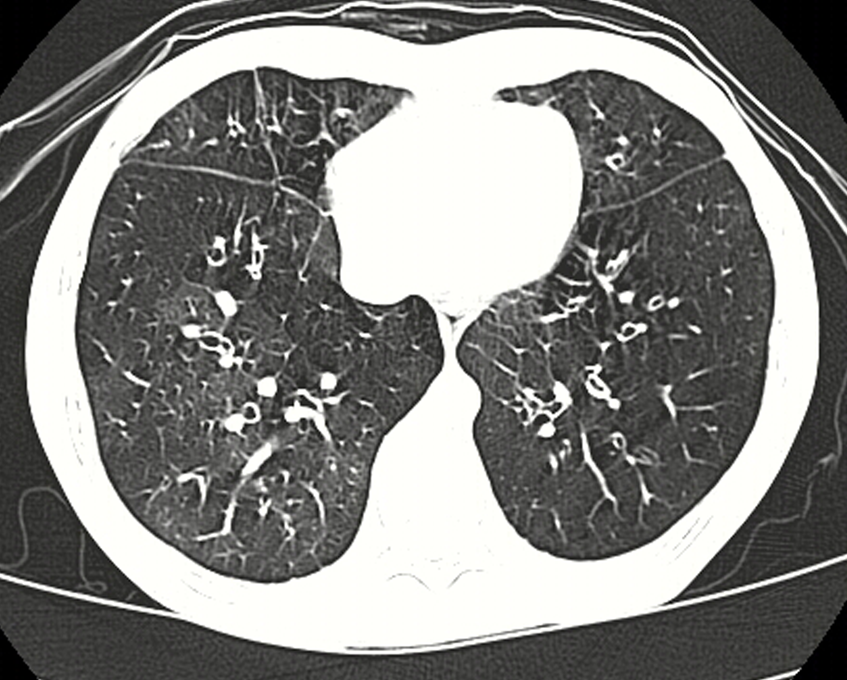
Diffuse opacità "a vetro smerigliato" in un paziente affetto da bronchiolite

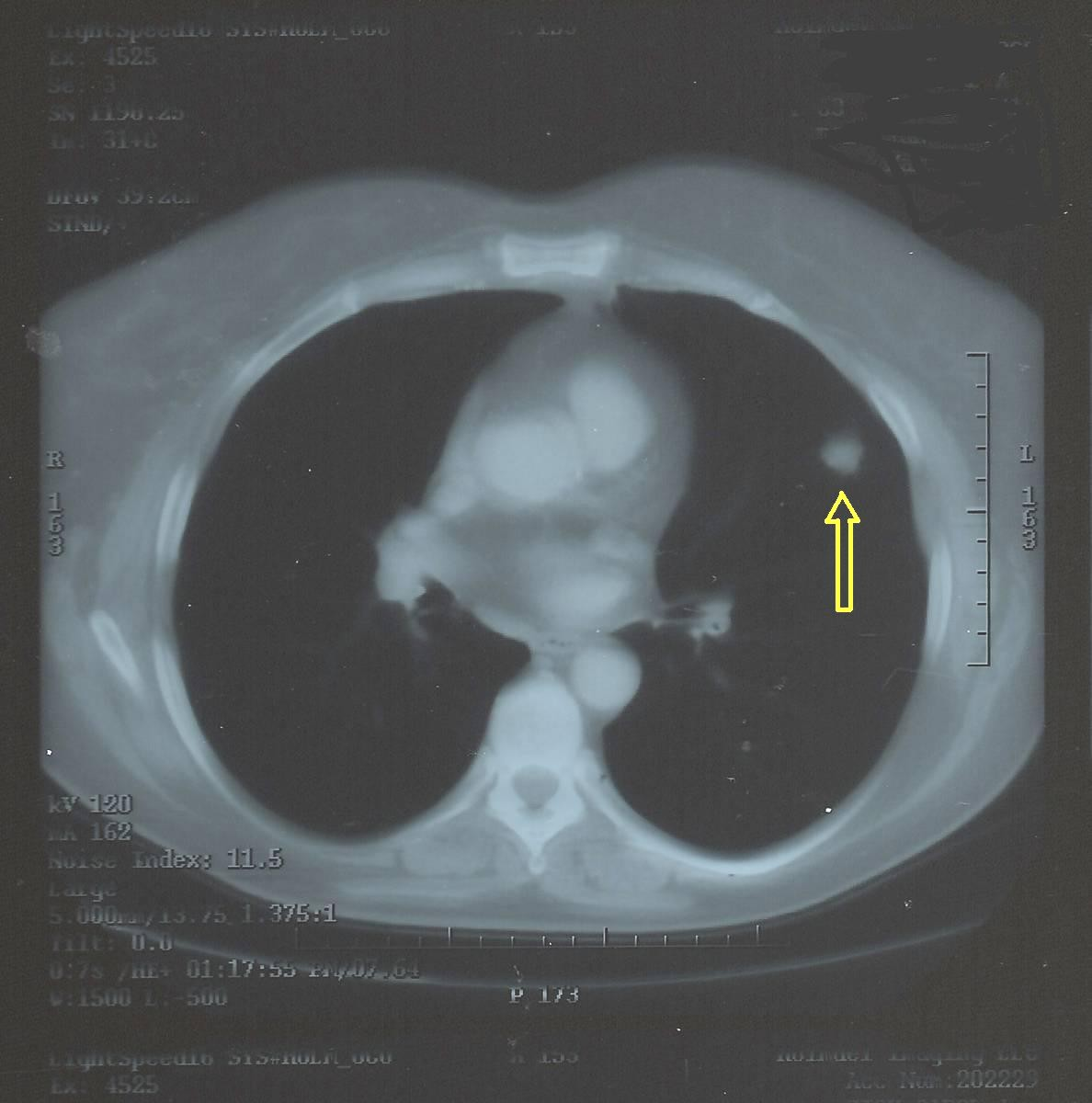
Nodo polmonare solitario

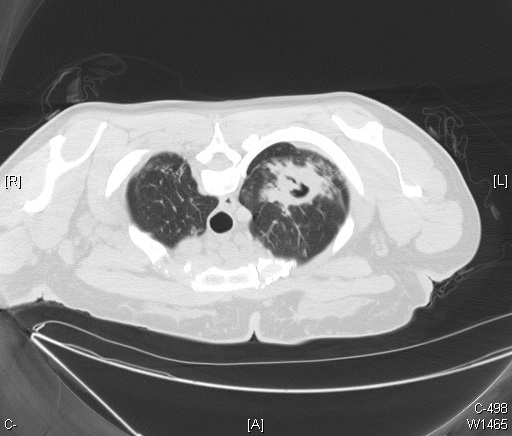
Caverna tubercolare

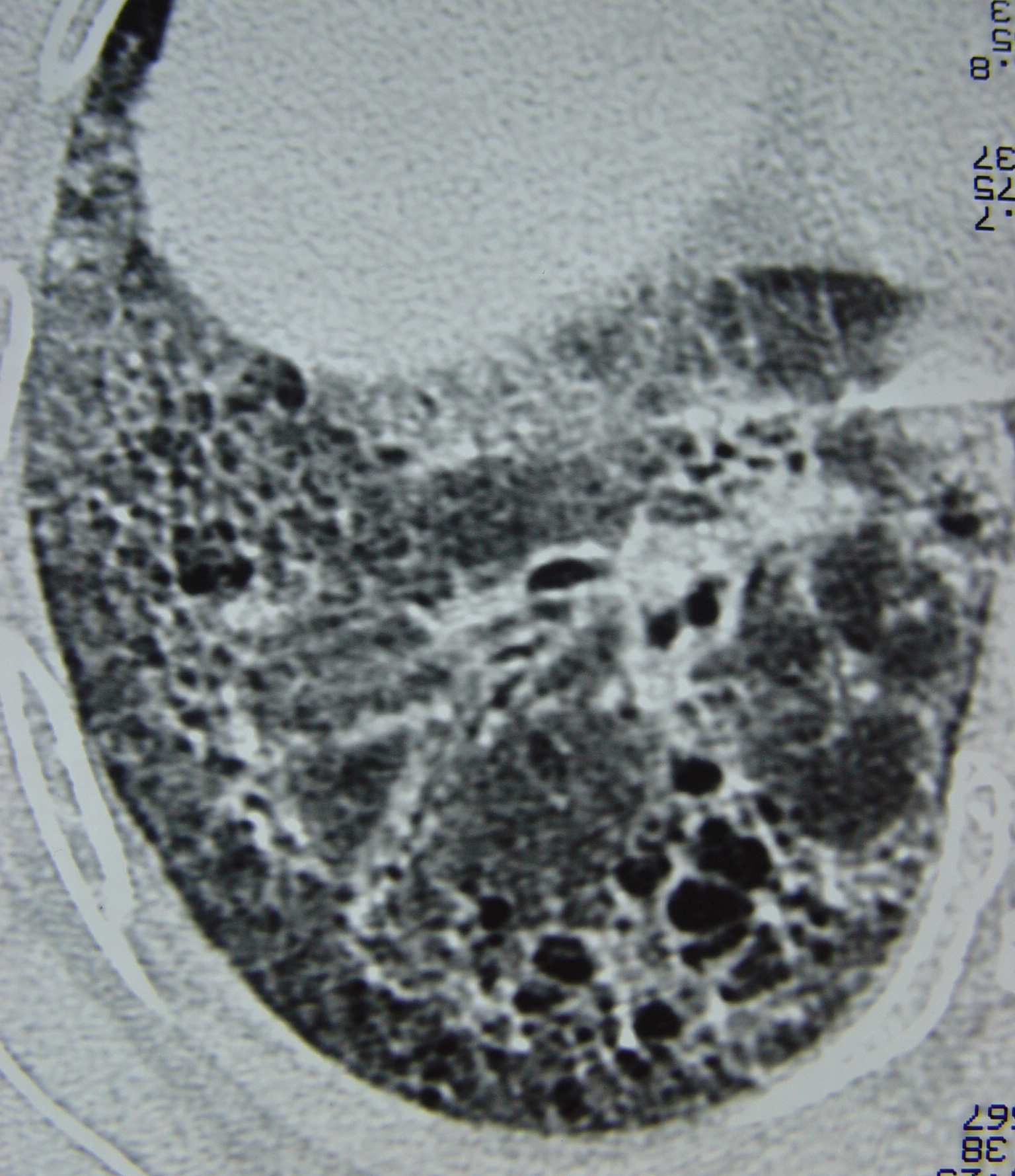
Honeycombing in un paziente con sclerosi sistemica

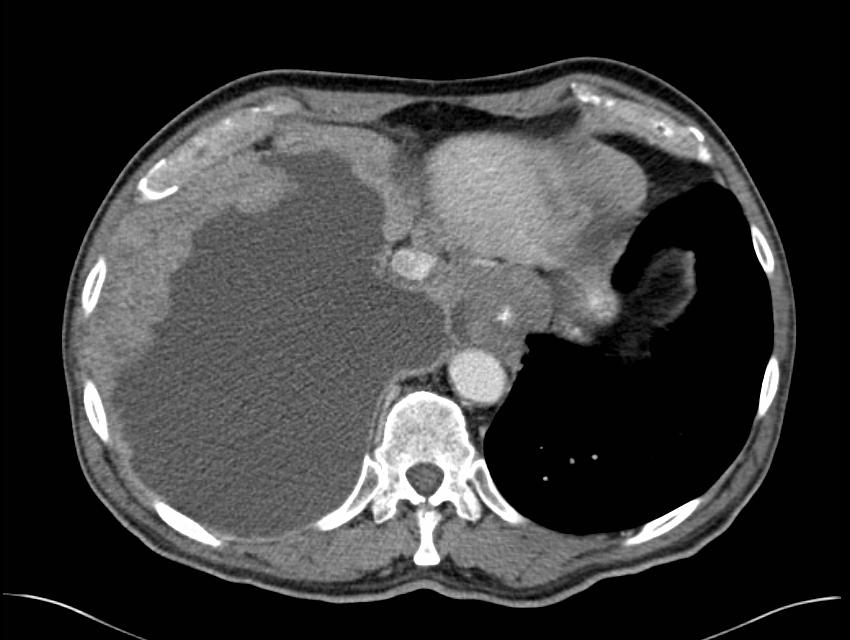
Mesotelioma pleurico a destra evidente come netto ispessimento della pleura ed esteso versamento

L'aria contenuta nei polmoni attenua i raggi X emessi dal tomografo TC molto meno rispetto a quanto fanno gli altri tessuti dell'organismo, motivo per cui ogni processo patologico che sostituisce l'aria polmonare con del liquido o del tessuto porterà a un aumento della densità localmente. In TC si parla quindi di iperdensità se si ha aumento della densità, ipodensità se questa diminuisce o isointensità se questa è simile a quella del parenchima polmonare sano.
L'atelectasia è causata dal mancato ricircolo di aria a livello di un lobo o di un segmento polmonare. Radiologicamente si presenta come un'immagine radiopaca coinvolgente il segmento interessato (quindi di forma triangolare) retraente e che tende a spostare i tessuti intorno (innalzamento di un emidiaframma, spostamento del mediastino e delle scissure interlobari.
La consolidazione (o addensamento) si ha per sostituzione di una porzione di parenchima polmonare con del liquido o tessuto. Radiologicamente si presenta come opacità "a chiazze", in cui a volte è possibile osservare all'interno l'immagine dei bronchi pieni di aria (broncogramma aereo). Il coinvolgimento col tempo poi può estendersi, di solito non oltrepassando le scissure. Nella consolidazione non si ha mai riduzione del volume polmonare.
Le opacità a vetro smerigliato sono delle consolidazioni senza cancellazione dell'architettura parenchimale, causate da ispessimento della parete degli alveoli e dal loro riempimento di liquido proteinaceo per alveolite.
I noduli polmonari sono formazioni rotondeggianti di diametro massimo mai superiore ai 3 centimetri (nodularità di dimensioni superiori sono dette opacità rotondeggianti o anche masse polmonari). Queste nodularità possono poi essere di dimensioni da 1 a 3 mm e diffuse (opacità miliariche o micronodulari), oppure avere diametro da 3 a 10 mm (opacità sopramiliariche). Le masse polmonari sono spesso di natura neoplastica, ma possono essere anche dovute ad altre cause (cisti da echinococco, versamenti pleurici saccati, ascessi, sequestri, ecc.). In presenza di masse che si proiettano al bordo del polmone è bene sempre studiare il rapporto fra queste e la pleura. Le masse extrapleuriche infatti formano un angolo smusso fra la pleura e il loro bordo, mentre quelle polmonari si presentano con un angolo acuto (segno dello scollamento pleurico di Grilli).
Aree di ipodensità in ambito polmonare sono da attribuire a cisti piene di aria (con eventuale liquido associato) che presentano pareti proprie, oppure a cavitazioni (di origine infettiva o neoplastica) causate da colliquazione del parenchima polmonare. Uno spessore delle pareti di queste formazioni inferiori ai 2 mm è un buon indice di benignità (valore predittivo positivo pari al 95%). Uno spessore di parete fra i 2 e i 15 mm porta la probabilità di malignità al 50%, che sale al 95% in caso di lesioni con pareti più spesse di 15 mm. Anche l'eccentricità o l'irregolarità della cavitazione dispone per una sua malignità.
Le opacità interstiziali si presentano di forma lineare o reticolare e sono dovute a ispessimento e fibrosi dei setti interlobulari o a interstiziopatia. Spesso concomitano in tali casi le opacità a vetro smerigliato.
L'Honeycombing (aspetto a nido d'ape) è l'aspetto della fibrosi polmonare allo stadio terminale. Si presenta come opacità circolari di 2-10 mm, disposte a forma di alveare e con aspetto pseudo-cistico. 
Le linee di Kerley sono particolari opacità lineari e sono di tre tipi (A, B e C). Le linee di Kerley di tipo B sono perpendicolari alla pleura, più corte di 2 cm, in sede basale e dovute a ispessimento dei setti interlobulari da deposito di emosiderina, causato da un pregresso edema polmonare. Le linee di Kerley A invece sono tralci profondi di tessuto connettivo e, come le C, non hanno significato clinico.
Opacità possono poi osservarsi a livello della pleura e della parete toracica, come ad esempio i versamenti pleurici, che cambiano posizione a seconda se il paziente è in clinostatismo o ortostatismo. Nei versamenti più grandi queste opacità sono dense, omogenee e senza broncogramma aereo. Un versamento col tempo può evolvere poi in fibrosi della pleura (cotenna); in tali casi si osserverà un'opacità para-costale o anche l'obliterazione del seno costo-frenico, fissità diaframmatica e retrazione del mediastino. In tali casi non si hanno cambiamenti cambiando la posizione del paziente.
Le calcificazioni in sede pleurica appaiono come placche concave e molto dense.
Ipodensità diffusa in ambito polmonare si piò osservare in numerose patologie (pneumotorace, enfisema polmonare, bronchiolite obliterante, dopo intervento chirurgico di lobectomia, cisti aeree, atelectasie, assenza congenita del muscolo pettorale, ecc.).

## Malattie dei polmoni, della pleura e dei bronchi

### Malattie infettive

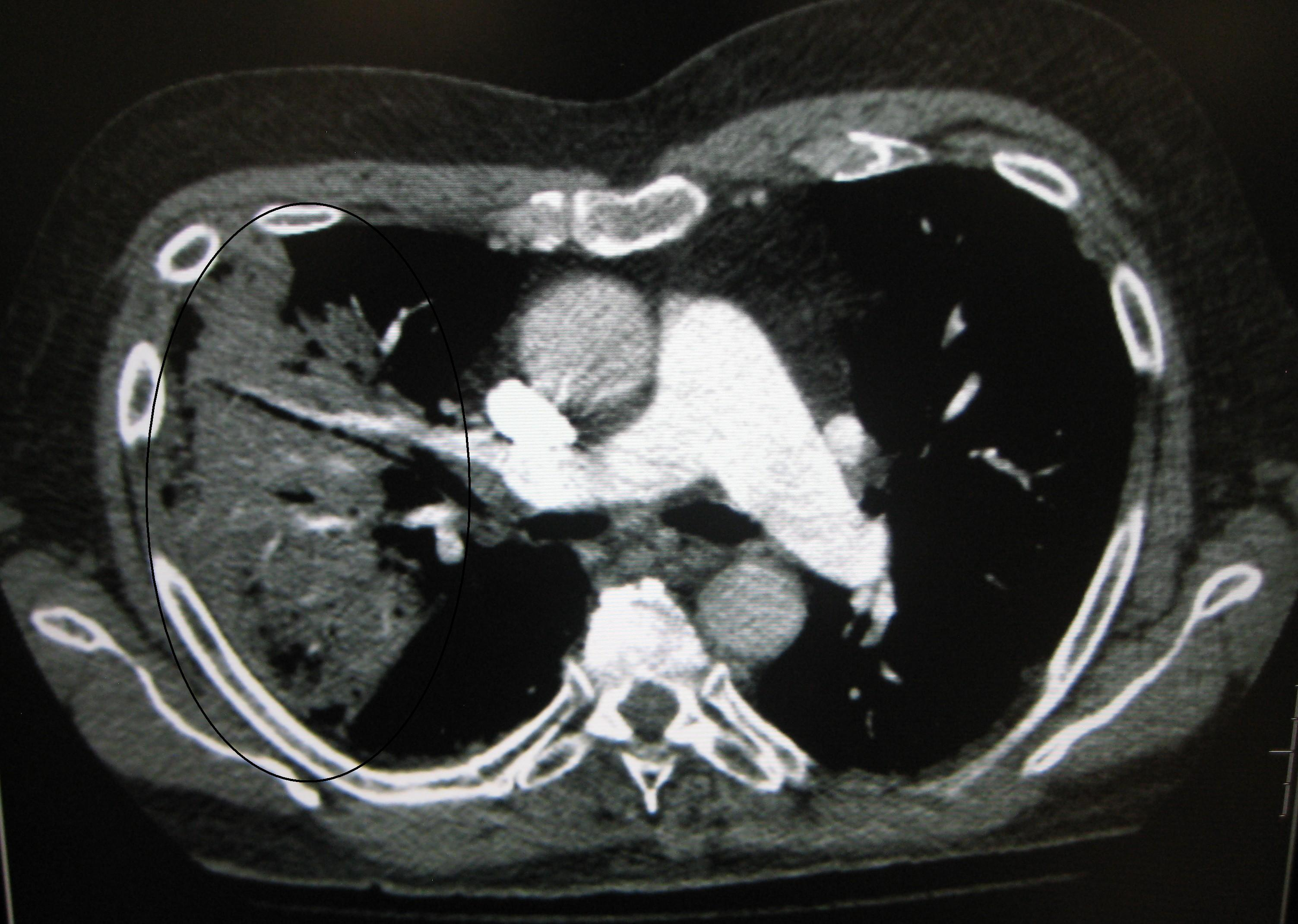
Polmonite lobare a destra

Broncopolmonite obliterante

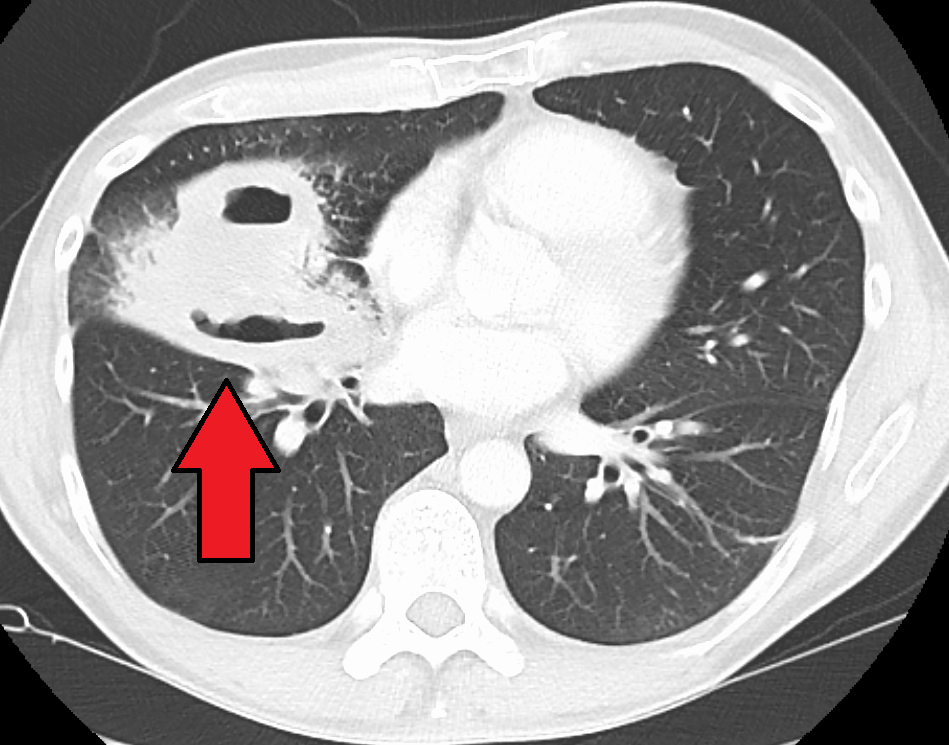
Ascesso polmonare

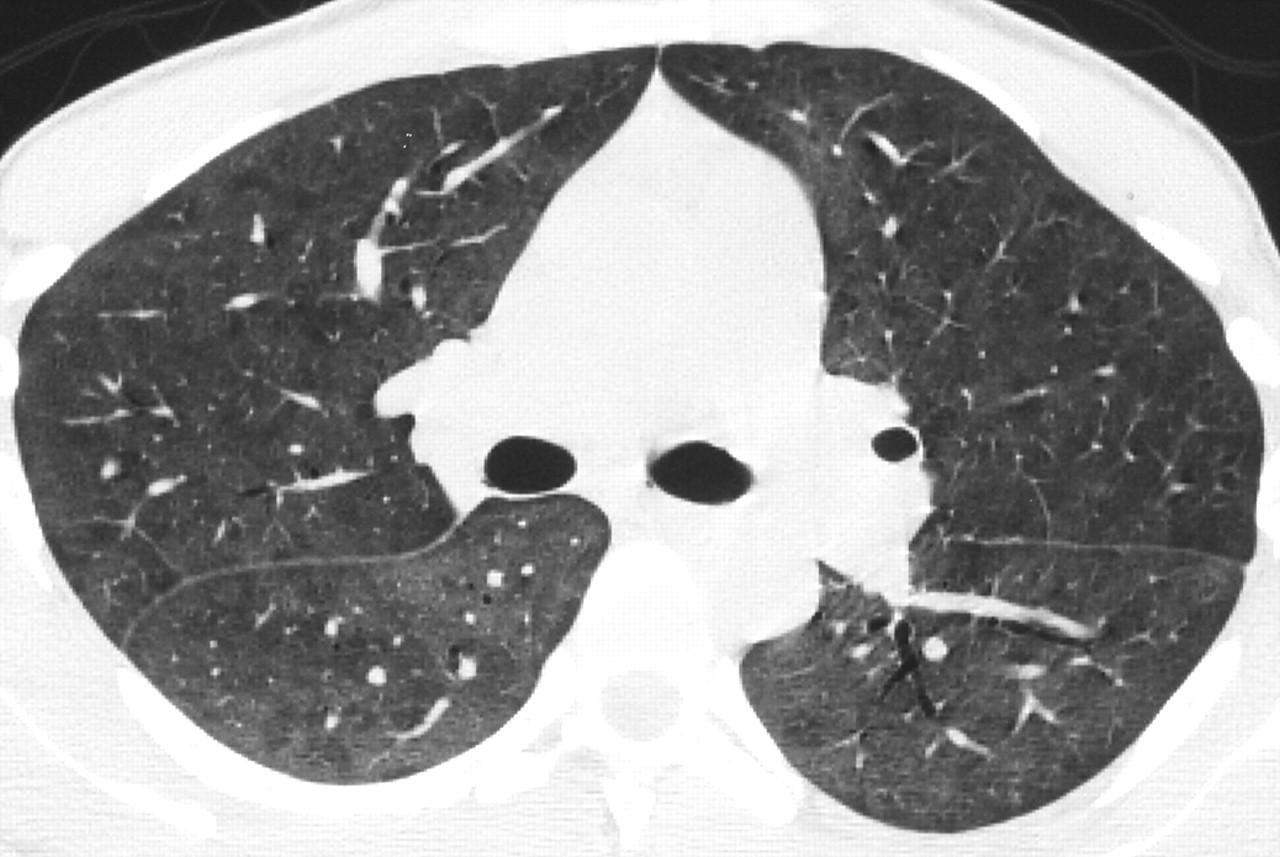
Polmonite da pneumocistis carinii

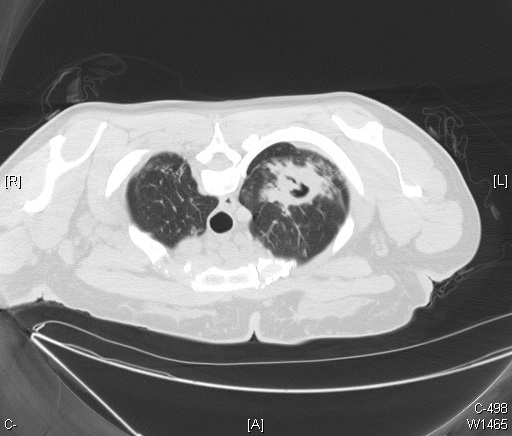
Caverna tubercolare

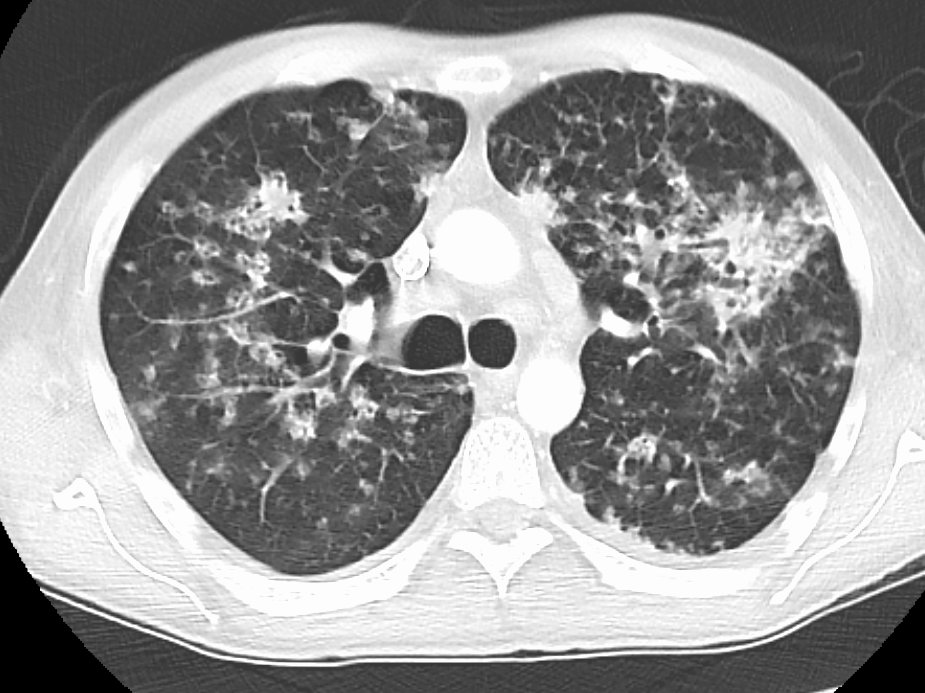
Tubercolosi miliare

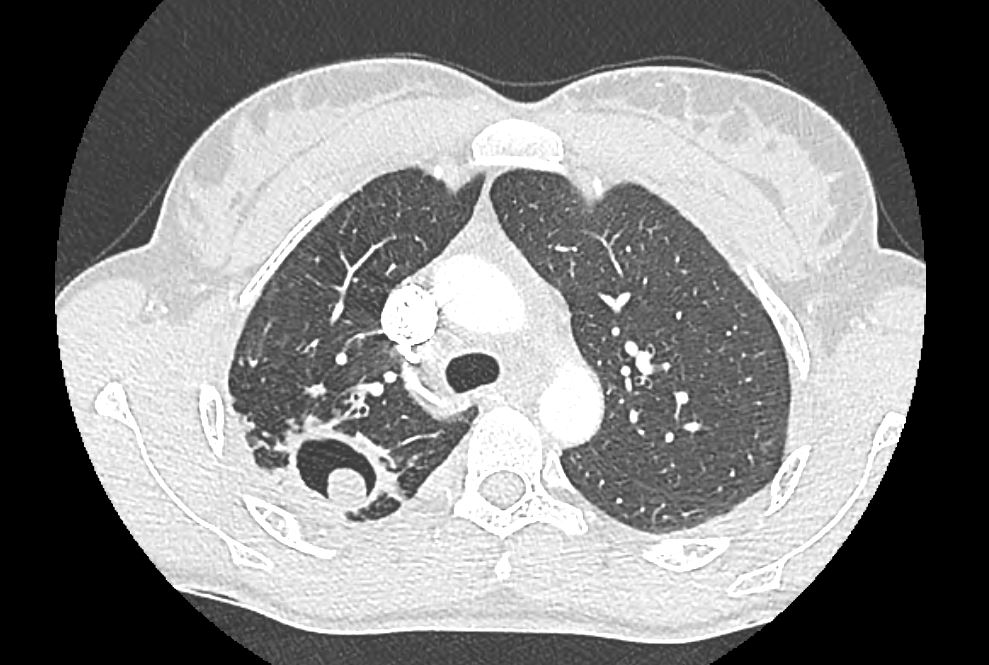
Aspergilloma sviluppatosi dentro una caverna tubercolare

La polmonite lobare radiologicamente appare come un'area di consolidamento con broncogramma aereo che coinvolge un intero lobo ed è delimitata quindi dalle scissure. Non si ha in questo caso perdita di volume. Vari batteri o funghi possono causare questo tipo di polmonite.
La broncopolmonite (o polmonite a focolai) presenta una distribuzione segmentaria e a chiazze delle opacità, a volte associata a lieve perdita di volume. Può essere causata dallo stafilococco aureo, dall'haemophilus influenzae o dal micoplasma.
Gli emboli settici appaiono in ambito polmonare come nodularità a margini non definiti, spesso bilaterali.
L'ascesso polmonare radiologicamente si presenta come un nodulo con all'interno dell'aria o un livello idro-aereo. È causato da batteri anaerobi, aspergillus o mycobacterium tuberculosis.
Lo pneumatocele è causato dallo stafilococco aureo e radiologicamente appare come un'area di ipodensità a pareti sottili, dovuta a intrappolamento d'aria, che persiste per mesi dopo la guarigione clinica.
La polmonite virale radiologicamente si presenta con opacità reticolo-nodulari, prevalentemente interstiziali e peribronchiali. Un aspetto radiologico simile si può anche avere nelle polmoniti da mycoplasma.
La polmonite da pneumocistis carinii si evidenzia radiologicamente con opacità "a vetro smerigliato" associate a ispessimento dell'interstizio. Col progredire della malattia si possono poi evidenziare aree di consolidamento con aspetto cistico.
L'infezione primaria da M. tuberculosis, di norma clinicamente silente, può presentarsi radiologicamente come un focolaio polmonitico, adenopatie mediastiniche e raramente strie di linfangite. Il quadro di norma si risolve in un mese (persistenze più lunghe sono sospette per linfoma o sarcoidosi).
L'infezione post-primaria da M. tuberculosis è dovuta a riattivazioni di pregresse infezioni primarie, colpisce di solito gli apici polmonari, la porzione dorsale dei lobi superiori e la porzione apicale di quelli inferiori. Radiologicamente tale quadro clinico può presentarsi come chiazze radiopache confluenti (espressione di produzione di essudato da parte della malattia) oppure come caverne (aree di ipodensità circondate da tessuto fibroso e dovute a drenaggio di una zona colpita dalla necrosi caseosa). Dato che la TBC diffonde nei polmoni in senso cranio-caudale, a questi segni tipici nelle porzioni superiori sono associati focolai bronco-pneumonici in sede basale.
La tubercolosi miliare è dovuta a embolismo settico da un complesso primario. Radiologicamente si presenta in ambito polmonare come nodularità di 1-7 cm, che spesso contengono al loro interno calcificazioni centrali e concentriche.
L'infezione polmonare da aspergillus (aspergillosi) può presentarsi in varie forme cliniche, in relazione allo stato di immunodepressione dei pazienti colpiti:
- l'aspergillosi polmonare allergica è tipica del paziente asmatico o affetto da fibrosi cistica. Radiologicamente si presenta con bronchiettasie centrali e sacculari a livello dei lobi superiori, con associata presenza di muco all'interno dei bronchi.

- l'aspergilloma è dovuto alla crescita del fungo in una cavità preformata piena di aria all'interno del polmone (es. una bolla di enfisema o una caverna tubercolare). Radiologicamente si evidenzia come un'area di ipodensità con all'interno un incluso (il fungo in accrescimento).

- l'aspergillosi invasiva è tipica dei pazienti fortemente immunodepressi. Radiologicamente si presenta come multiple nodularità polmonari, con un alone di aspetto "a vetro smerigliato" ("halo signi", causato da emorragie intorno alle sedi di infezione). Questi noduli tendono a guarire formando delle cavitazioni. Una forma simile, ma meno aggressiva, tipica di pazienti un po' più immunocompetenti, è l'aspergillosi semi-invasiva[10].

### Tumori polmonari

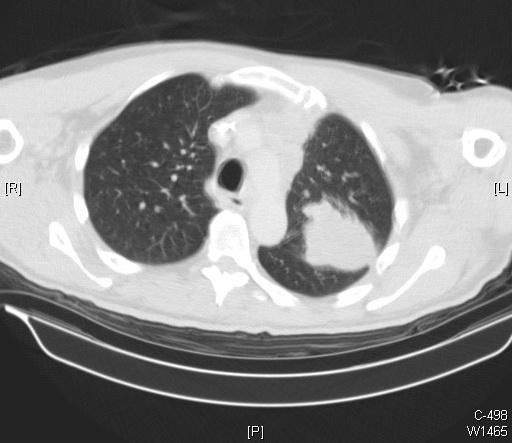
Adenocarcinoma polmonare a sinistra

Carcinoma bronchiolo-alveolare

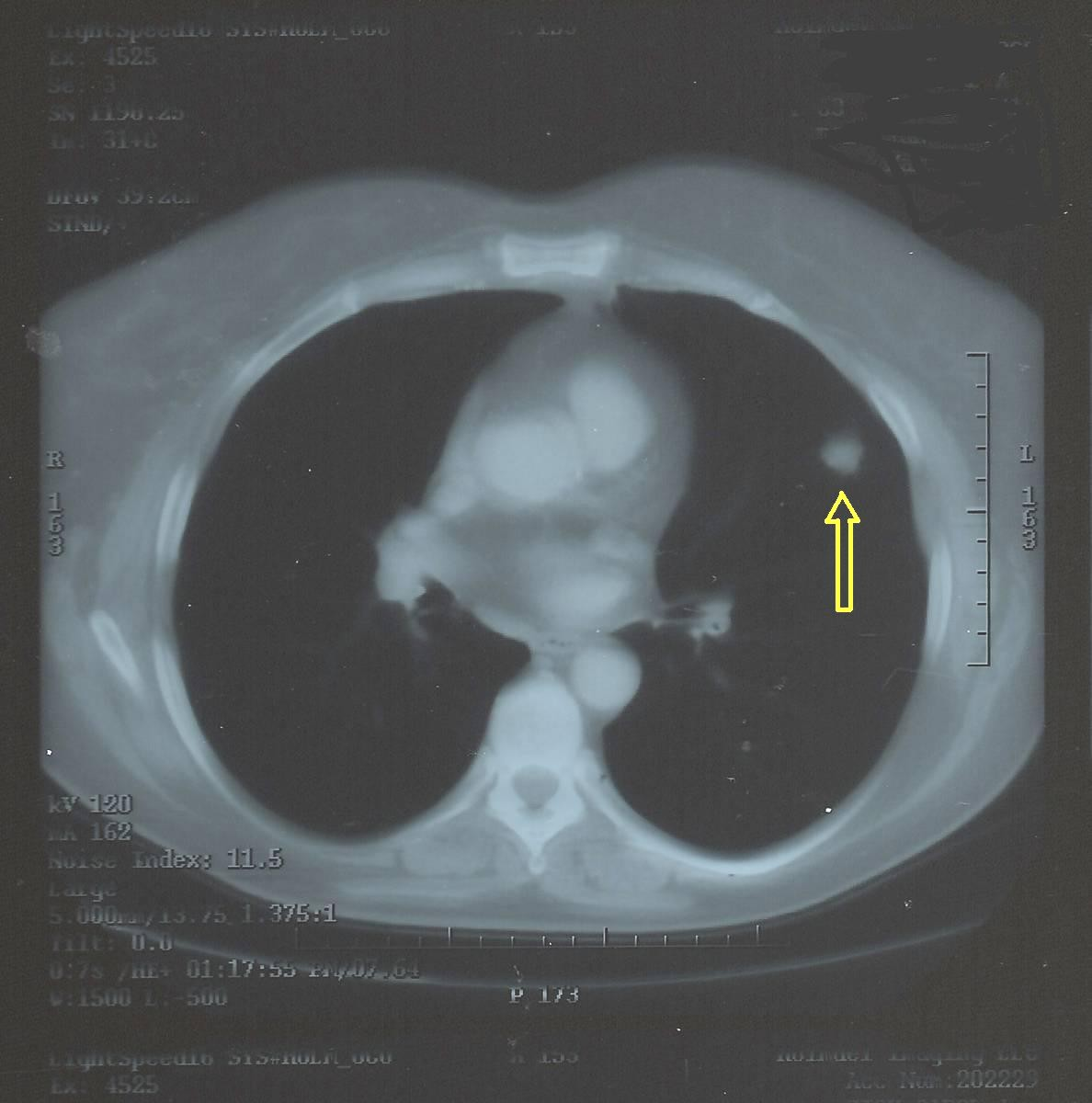
Nodo polmonare solitario

Le neoplasie polmonari possono essere suddivise per sede anatomica in periferiche o centrali.
Le neoplasie periferiche radiologicamente si presentano come nodi o masse con margini irregolari (spiculate o mammellonate) spesso associate ad adenopatie ilari e mediastiniche. In alcuni casi queste masse possono essere escavate e alcuni istotipi (carcinomi bronchioloalveolari) possono evidenziarsi come aree "a vetro smerigliato" rendendo difficoltosa la diagnosi differenziale.
Le neoplasie centrali possono invece causare ostruzione bronchiale, con conseguente polmonite, bronchiectasie e intrappolamento d'aria. Anche in tali casi spesso si associano linfoadenopatie ilari e mediastiniche, come pure segni cronici di linfangite, infiltrazione pleurica e metastasi al polmone controlaterale.
Il nodo polmonare solitario è un'opacità di diametro inferiore a 3 cm, forma rotondeggiante, senza alterazioni del parenchima adiacente e non associato ad adenopatie. Nel 90% dei casi questi nodi sono scoperti per caso facendo una TC del torace per altri motivi. Le dimensioni sono la prima cosa da considerare nella diagnosi di malignità di questi nodi (se maggiori di 3 cm quasi certamente si è di fronte a un nodo maligno, mentre fra 1 e 3 cm sono maligni solo il 40% dei casi e sotto il centimetro solo il 20%). I nodi maligni presentano inoltre margini irregolari e microcalcificazioni eccentriche (calcificazioni lamellari, centrali o diffuse invece suggeriscono una genesi benigna). I noduli maligni inoltre, dopo somministrazione di mezzo di contrasto per via endovenosa di solito incrementano la loro densità di un valore maggiore di 15 unità di Hounsfield. Il software Advanced Lung Analysis (ALS) consente di studiare nel tempo su acquisizioni seriate il cambiamento in dimensioni di questi nodi, con una sensibilità del 98% rivalutando il nodo sospetto dopo 3-4 mesi. Un tempo di raddoppiamento delle dimensioni minore di 200 giorni è sospetto per malignità, mentre se tale parametro è maggiore di 500 giorni più probabilmente si ha a che fare con una forma benigna. La PET con fluorodesossiglucosio è indicata per lo studio dei nodi sospetti di dimensioni maggiori di 1 cm (dimensioni minori vanno valutate caso per caso, per il rischio di falsa negatività dell'indagine). 
La TC è anche utilizzata per guidare le biopsie dei nodi polmonari sospetti.
La stadiazione del tumore polmonare può essere effettuata sia usando la TC da sola sia mediante la PET/CT (con maggiore sensibilità nello studio dei parametri N e M), mentre la RM è utile per studiare l'infiltrazione della parete toracica e dei tessuti molli adiacenti (in quanto il grasso della parete presenta segnale molto diverso dal tumore). Questa considerazione vale soprattutto per i tumori dell'apice polmonare, ove la RM è superiore alla TC.
Nella stadiazione dei linfonodi, dimensioni di questi oltre ai 10 mm fanno propendere verso la malignità delle adenopatie. L'unica eccezione sono le stazioni sottocarenali, in cui la soglia è 12 mm. Tuttavia la diagnosi di certezza di malignità in sede linfonodale può essere ottenuta solo mediante biopsia dei linfonodi sospetti, in quanto nessuna tecnica radiologica o medico-nucleare è in grado di distinguere un linfonodo infiammatorio da uno neoplastico.
Le metastasi a distanza del tumore polmonare più spesso colpiscono l'encefalo, il surrene, il fegato e lo scheletro. La PET con FDG presenta un'elevata sensibilità e specificità nel rilevarle, mentre la scintigrafia ossea è molto sensibile nello studio dello scheletro. Nello studio del surrene e del fegato TC e RM sono sensibili ma non specifiche, richiedendo quindi spesso a completamento diagnostico la biopsia dell'organo sospetto. La RM è utilizzabile per lo studio dell'encefalo.

### Malattie dei vasi sanguigni polmonari

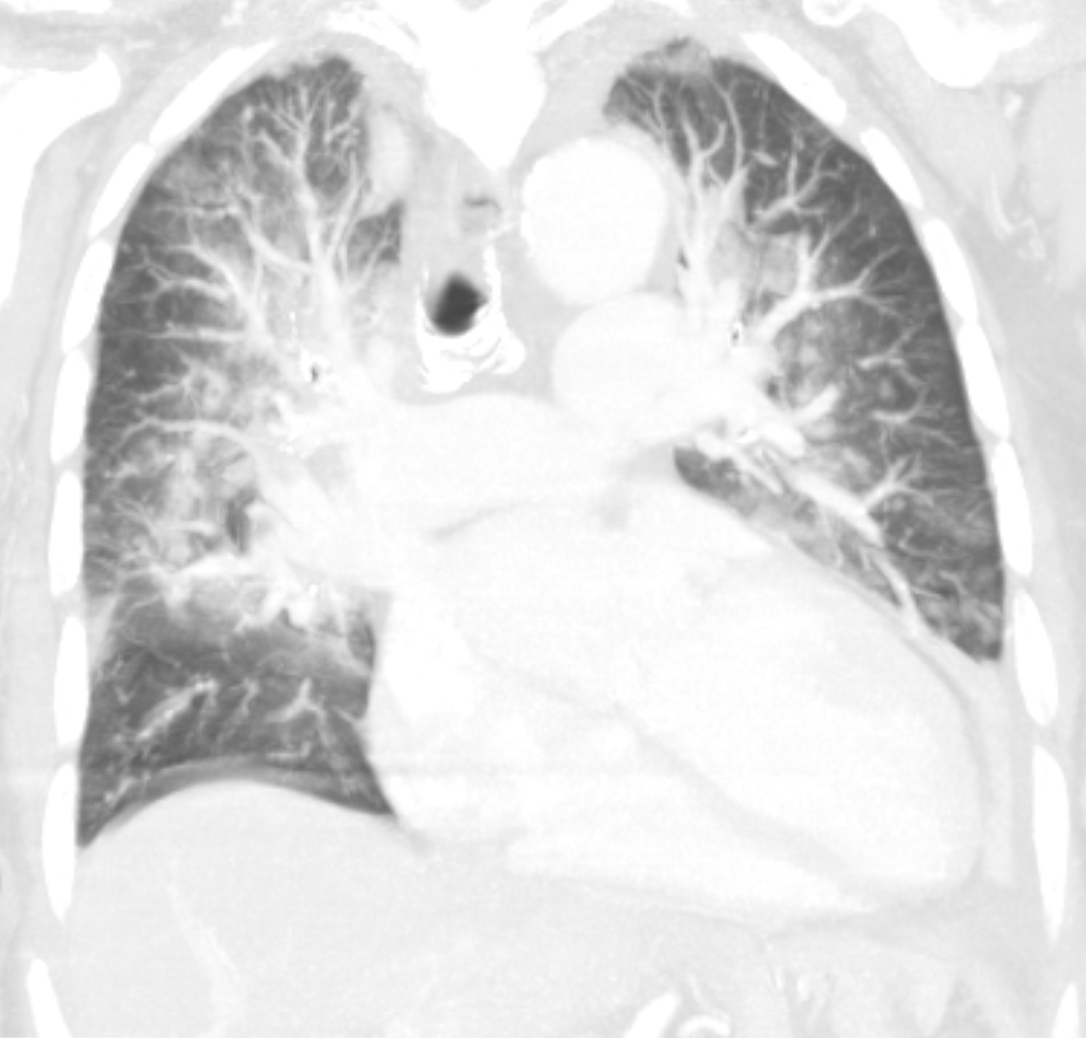
Edema polmonare acuto, scansione coronale. Si noti l'ingrandimento del cuore e l'ingrandimento dei vasi venosi polmonari

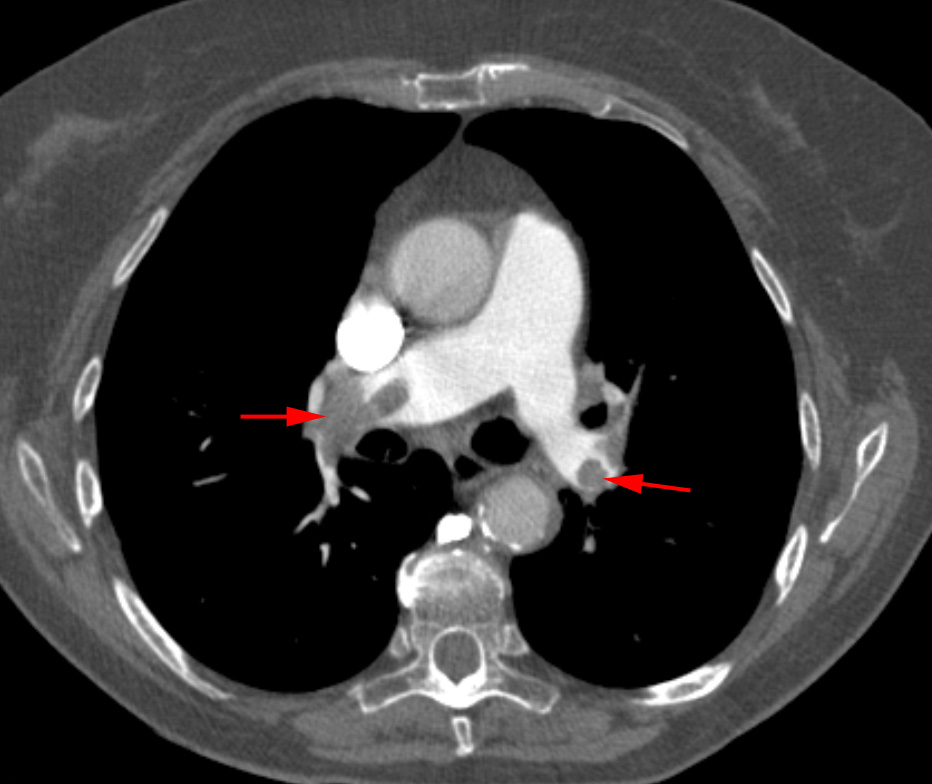
Angio-TC in un caso di tromboembolia polmonare. I trombi nei vasi arteriosi polmonari appaiono all'interno del lume come aree non opacizzate dal mezzo di contrasto

Nell'edema polmonare cardiogeno si ha ristagno di liquido a livello dei polmoni, che radiologicamente si evidenzia come ingrandimento in diametro dei vasi venosi polmonari (specie a livello dei lobi superiori, dove possono raggiungere anche i 13 mm di diametro) associato a strie di Kerley di tipo B in sede basale, versamento pleurico bilaterale e ristagno alveolare che col tempo si evidenzia come consolidazioni a chiazze con broncogramma aereo. È anche spesso presente incremento del volume cardiaco.
Nell'edema polmonare non cardiogeno (ARDS) il quadro è simile al precedente, ma senza ingrandimento in diametro dei vasi venosi polmonari e del cuore e con possibile esordio monolaterale.
L'ipertensione arteriosa polmonare, di qualunque origine sia, può evidenziarsi radiologicamente come ingrandimento in diametro dei vasi arteriosi polmonari.
La diagnosi di embolia polmonare è quasi di certezza se effettuata usando la TC spirale con mezzo di contrasto iniettato per via endovenosa, che permette di evidenziare eventuali trombi all'interno dei vasi arteriosi polmonari se presenti come aree di non opacizzazione all'interno del loro lume. La TC consente inoltre di distinguere le embolie acute da quelle croniche; in queste ultime i trombi sono in sede murale, il difetto di riempimento è periferico e sono presenti incremento in diametro sia delle arterie polmonari sia dei bronchi coinvolti. Sono inoltre evidenti molto spesso eventuali segni di scompenso cardiaco studiando i diametri di quest'organo.
Le malformazioni artero-venose (MAV) radiologicamente appaiono come masse ben definite che incrementano di densità dopo somministrazione di mezzo di contrasto, solitamente localizzate a livello dei lobi inferiori.

### Fibrosi polmonare idiopatica

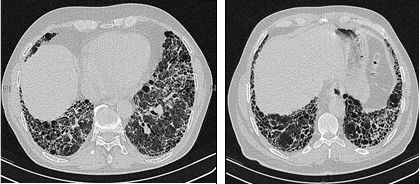
Fibrosi polmonare idiopatica in stadio avanzato

Radiologicamente esordisce con fibrosi settale, parasettale e successivamente sub-pleurica a livello dei lobi inferiori. Alla TC polmonare ad alta risoluzione (HRCT) le aree attive di malattia presentano aspetto "a vetro smerigliato", che poi evolve in "reticolo-nodulare", fino all'honeycombing. Distinguere le aree attive dalle altre è utile in quanto solo queste possono essere trattate con successo utilizzando corticosteroidi  o altri farmaci.

### Sarcoidosi

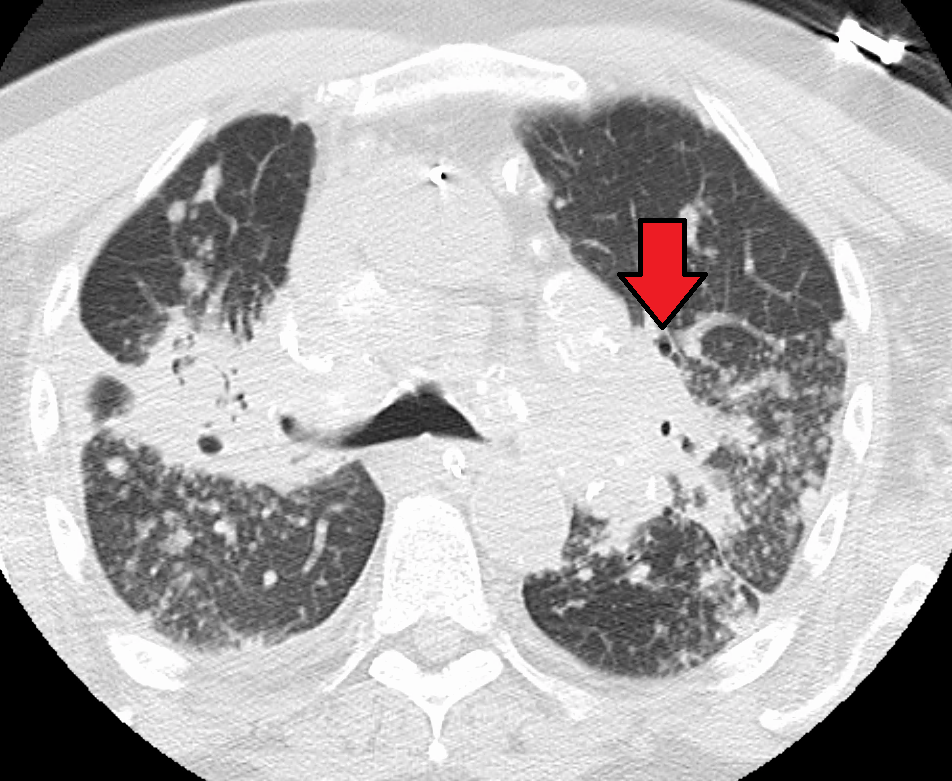
Sarcoidosi polmonare. La freccia indica un'adenopatia ilare

La malattia è stadiabile utilizzando la TC. Gli stadi sono i seguenti:
| Stadio | Descrizione                                                              |
| ------ | ------------------------------------------------------------------------ |
| 0      | Quadro TC normale                                                        |
| I      | Adenopatie simmetriche in sede ilare, paratracheale e tracheo-bronchiale |
| II     | Adenopatie + opacità reticolo-nodulari o confluenti                      |
| III    | Opacità polmonari in assenza di adenopatie in sede ilare                 |
| IV     | Fibrosi polmonare                                                        |

Altri segni rilevabili con la TC sono il versamento pleurico, lo pneumotorace e le calcificazioni "a guscio" dei linfonodi (possono a volte poi essere coinvolte solo le stazioni linfonodali ilari di un solo lato). A livello polmonare le opacità possono essere molto varie (noduli linfangitici, "a vetro smerigliato", consolidamenti, ispessimenti pleurici o lineari) e spesso sono associate bronchiettasie. La PET con FDG può aiutare nei casi dubbi, tuttavia questa malattia può essere diagnosticata con certezza solo tramite biopsia di una zona coinvolta per via broncoscopica.

### Collagenopatie
Queste malattie da auto-anticorpi sono caratterizzate dapprima da una flogosi interstiziale che porta alla formazione di granulomi e successivamente da vasculite, che colpisce preferibilmente i lobi polmonari inferiori (in quanto maggiormente vascolarizzati) per poi estendersi ai vasi di calibro maggiore dando ipertensione polmonare e insufficienza respiratoria. La diagnostica radiologica si avvale in prima istanza della radiografia del torace e successivamente della HRTC, preferibilmente eseguita sia in posizione supina sia prona.
L'artrite reumatoide (AR) a livello polmonare si manifesta con noduli necrobiotici che cambiano rapidamente il loro volume (anche scomparendo) e versamento pleurico bilaterale. Nella sindrome di Caplan questi aspetti tipici dell'AR si associano a quelli della pneumoconiosi. Radiologicamente si possono osservare opacità a carico di entrambe le basi polmonari di tipo alveolare o reticolo-nodulare. Nella fase finale la malattia porta a fibrosi polmonare diffusa (honeycombing).
I pazienti affetti da lupus eritematoso sistemico (LES) tipicamente presentano a livello polmonare versamento pleurico ricorrente; oppure la polmonite acuta lupoide, caratterizzata da opacità di tipo alveolare che evolvono verso l'ARDS. In rari casi è possibile anche osservare alveolite fibrosante.
La spondilite anchilosante a livello polmonare si manifesta con fibrosi tipica a carico dei lobi superiori (regioni dove lo stress meccanico dato dai movimenti respiratori è maggiore).
La granulomatosi di Wegener si manifesta invece a livello polmonare come nodularità multiple (che spesso vanno incontro a cavitazione) e come opacità reticolo-nodulari a livello delle basi. È possibile anche osservare atelectasie secondarie alla stenosi bronchiale data dalla malattia, emorragie, infezioni ricorrenti, masse date da confluenza di più noduli.

### Malattie da inalazione
La pneumoconiosi è causata da inalazioni di polveri inorganiche. Di questa malattia sono note sia forme benigne, non fibrosanti e che danno minimi segni radiologici, causate da inalazioni di polveri di stagno, ferro e bario, sia forme maligne, altamente fibrosanti e bene indagabili utilizzando l'HRCT, causate da diossido di silicio (silicosi), amianto (asbestosi) e polvere di carbone. 

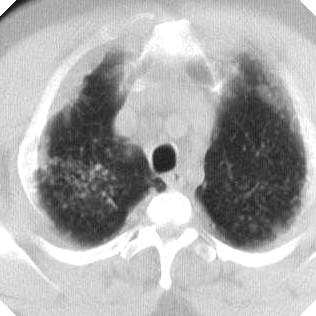
Silicosi

La silicosi di norma colpisce i lobi superiori, evidenziandosi dapprima come noduli di 2-3 mm, che poi aggregandosi formano masse.
La silicosi sub-acuta (da cinque a quindici anni dopo l'esposizione alle polveri di diossido di silicio) si manifesta radiologicamente come nodi in sede medio-basale, spesso associati ad altre malattie polmonari come la TBC o le collagenopatie.
La silicosi acuta si manifesta invece dopo meno di tre anni dall'esposizione alle polveri e ha decorso fulminante, evidenziandosi alla HRTC con multiple aree "a vetro smerigliato" e di consolidamento alveolare.
L'asbestosi, dovuta all'inalazione prolungata di polvere di amianto, si manifesta invece con placche pleuriche, in sede spesso bilaterale e postero-basale, associate a metaplasie calcifiche, ispessimento delle scissure interlobari e versamento pleurico benigno. Osservando il parenchima polmonare il segno tipico di asbestosi sono le strie di fibrosi subpleurica, che col tempo evolvono in quadri reticolari fino all'honeycombing. È possibile osservare anche un'opacità detta atelectasia rotonda, spesso associata a ispessimento della pleura in sede postero-inferiore, più densa nella sua porzuione periferica e mai completamente circondata da polmone. Tale quadro si associa a retrazione e riduzione del volume polmonare.

### Polmonite da ipersensibilità

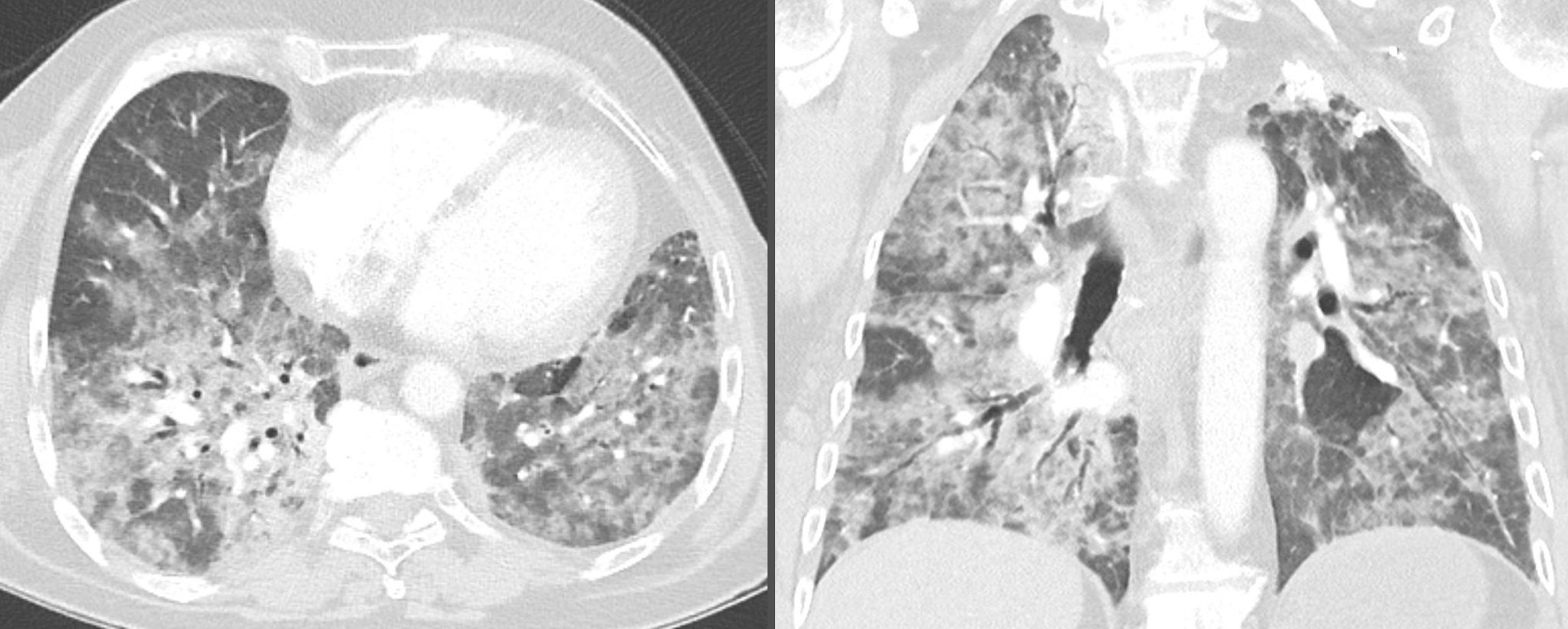
Polmonite da ipersensibilità

È una malattia causata da depositi di immunocomplessi fra alcuni antigeni organici inalabili (spore fungine o antigeni animali) e loro specifici anticorpi. 
Radiologicamente è possibile osservare sia aspetti acuti della malattia (reversibili, come aree "a vetro smerigliato" da edema interstizio-alveolare e, più raramente, addensamenti a chiazze) sia segni di cronicizzazione (in cui si ha fibrosi progressiva, specie a livello dei lobi superiori).

### Patologie delle vie aeree
La broncopneumopatia cronica ostruttiva (BPCO) può presentarsi in due forme cliniche: i Blue Bloaters (soggetti giovani, cianotici, gonfi, con tosse grassa e dispnea durante le riacutizzazioni) e i Pink Puffers (in cui prevale l'enfisema e la dispnea è ingravescente). 
Nei Blue Bloaters il quadro HRTC è aspecifico: immagini tubulari radiopache che rappresentano i bronchi inspessiti, accentuazione della trama polmonare, (descritta anche come "polmone sporco"), fibrosi interstiziale, ispessimenti settali e a volte intrappolamento di aria.
Nei Pink Puffers il quadro radiologico invece è uguale a quello di un enfisema polmonare parasettale.

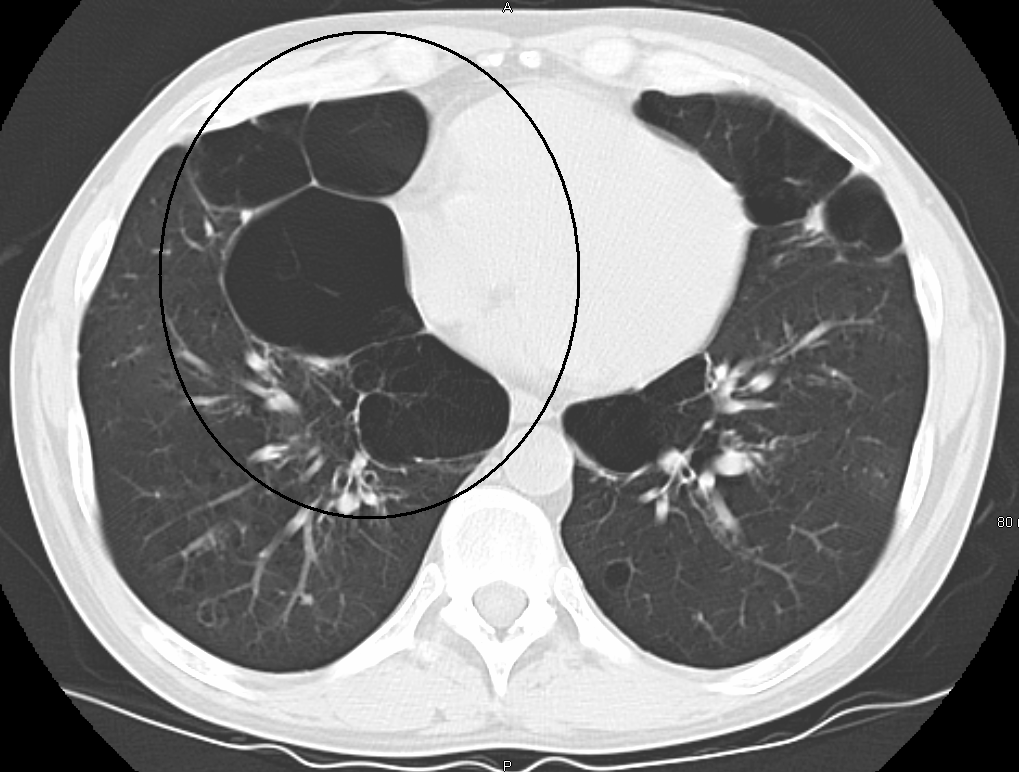
Enfisema polmonare

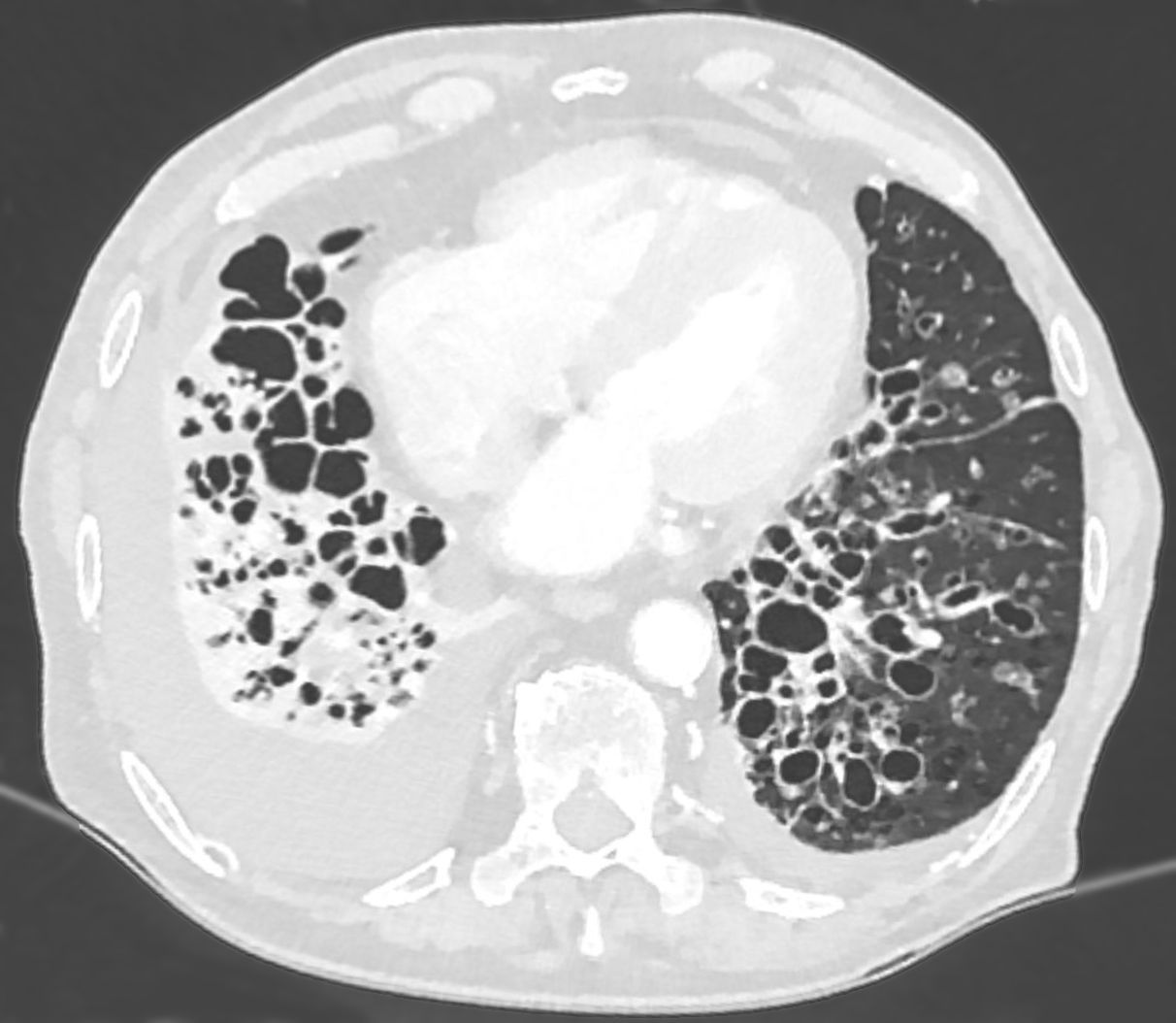
Brochiectasie bilaterali. A destra è visibile una sovrainfezione

L'enfisema polmonare all'HRTC può essere distinto nei suoi tre sottotipi (pan-acinare, centroacinare e parasettale). Il centroacinare infatti si presenta a "piccole bolle", nel pan-acinare è possibile osservare le strutture vascolari e bronchiali al centro del lobo in modo molto definito, mentre nel parasettale sono soprattutto interessate le porzioni di parenchima periferiche e vicino alle scissure. Tale metodica è molto sensibile nelle fasi precoci di malattia e, tramite software dedicati, consente anche di quantificare il danno in previsione di un intervento chirurgico di riduzione polmonare.
Le bronchiectasie (congenite e no) possono essere diagnosticate con una sensibilità estremamente elevata anche a livello dei rami bronchiali più piccoli usando l'HRCT.
Anche la patologia malformativa dell'albero bronchiale è ben diagnosticabile usando l'HRCT. È possibile rilevare quindi eventuali ipoplasie polmonari, ipoplasie vascolari, malposizioni di bronchi o vasi, bronchi accessori, mancanza o sovrannumero di scissure (tipica scissura sovrannumeraria è quella della vena azygos che può dividere in due l'apice polmonare destro ed è dovuta ad anomala formazione di questa struttura venosa), sequestri polmonari (zone di polmone irrorate dal circolo sistemico, atelettasiche), la sindrome del polmone ipoplasico (dovuta a drenaggio venoso di parte del parenchima nel circolo venoso sistemico e caratterizzata da un'immagine radiopaca curva che si dirige verso il diaframma denominata "segno della scimitarra") e cisti bronchiali (caratterizzandone anche il contenuto e verificando che non sia presente un meccanismo "a valvola" di comunicazione con l'albero bronchiale, tipico delle cisti ipertese che dislocano il parenchima polmonare circostante).

### Patologie della pleura

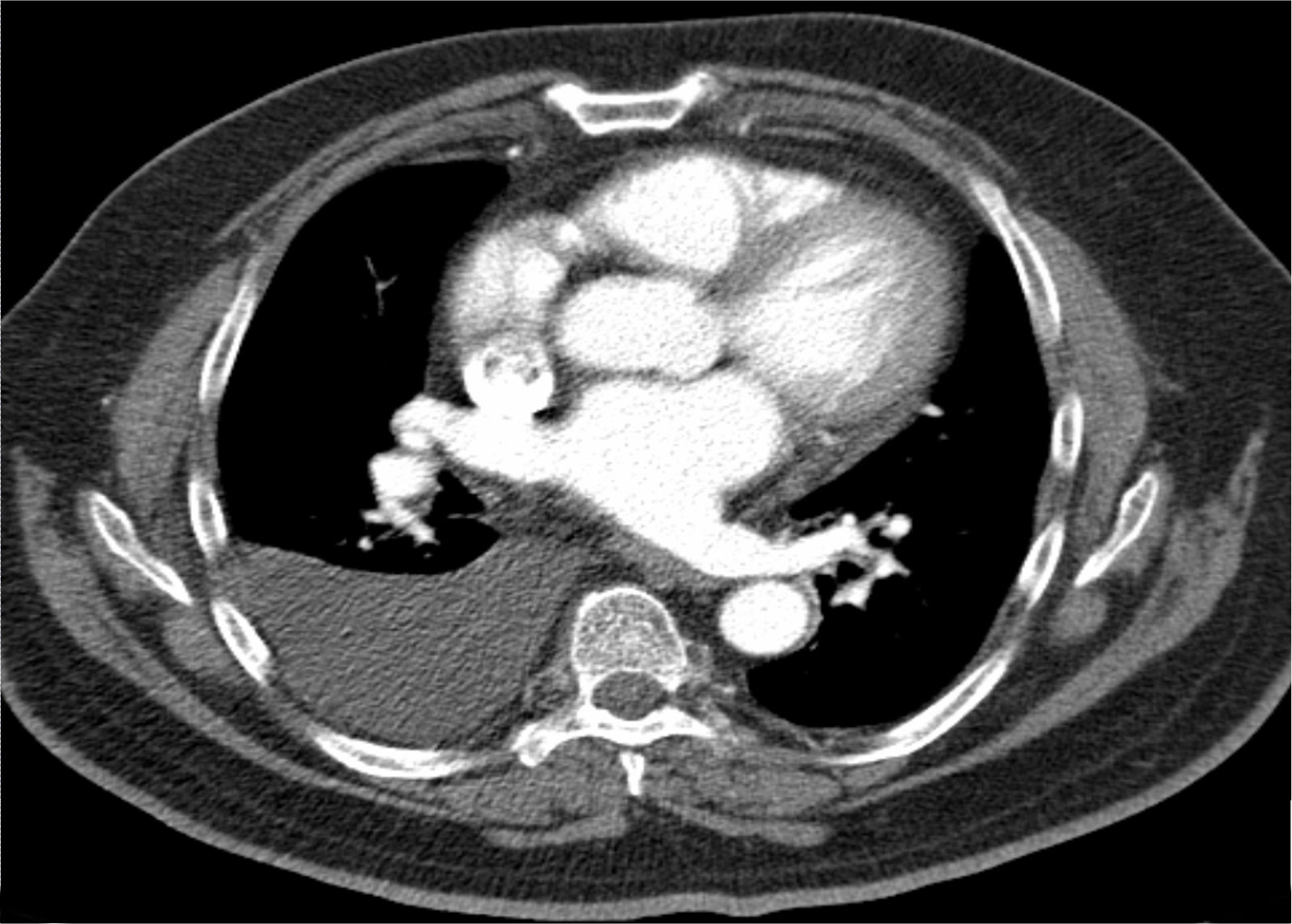
Versamento pleurico a destra

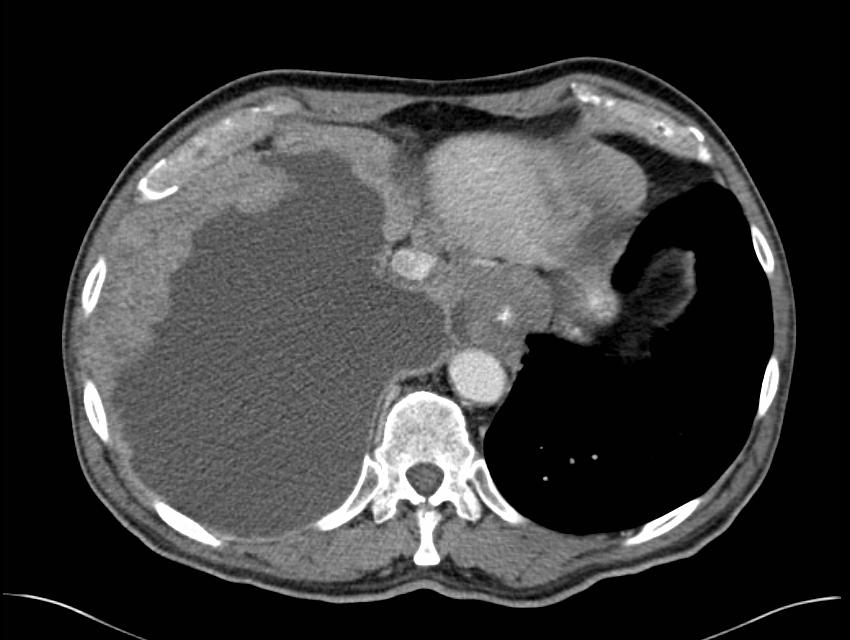
Mesotelioma pleurico a destra evidente come netto ispessimento della pleura ed esteso versamento

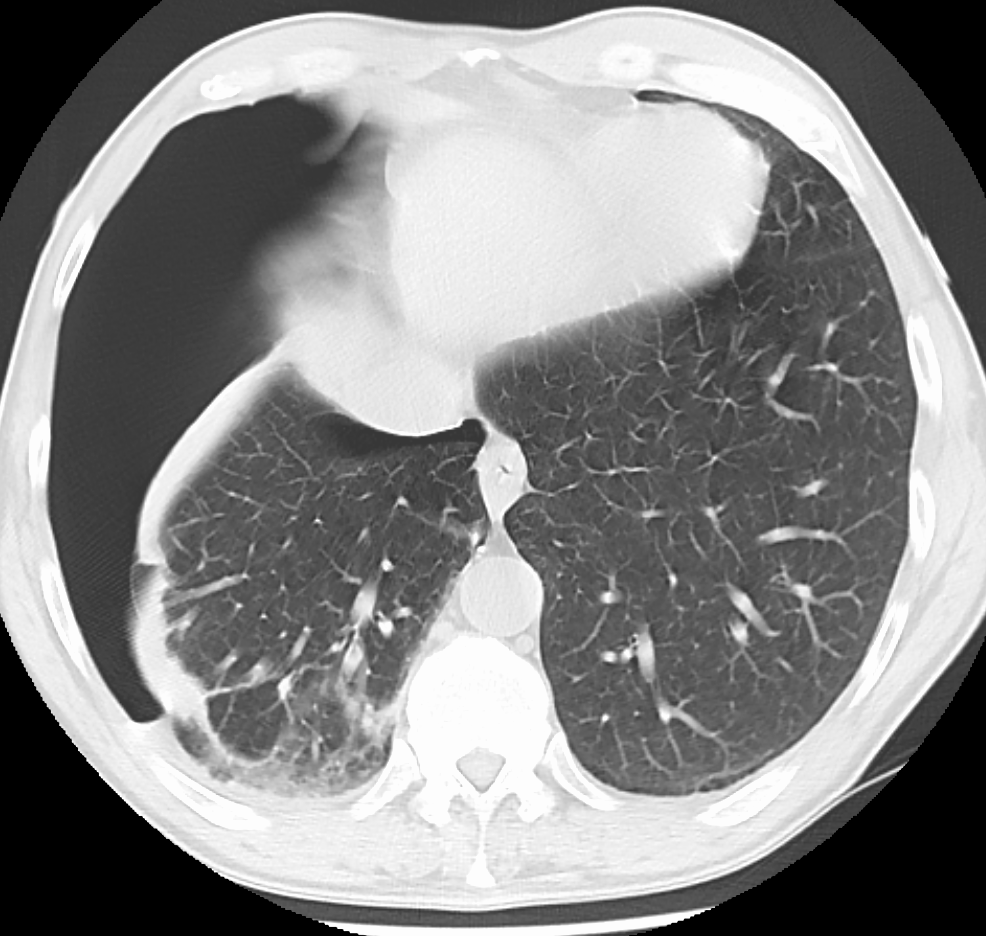
Pneumotorace a destra

Sebbene la semplice radiografia del torace sia già in grado di rilevare versamenti pleurici, anche di modesta entità, la TC consente di individuare anche eventuali cause sottostanti a tale quadro clinico, caratterizzare il polmone e la pleura circostante (che può apparire ispessita o aumentare di densità dopo somministrazioone di mezzo di contrasto, come avviene in caso di empiema) e riconoscere bene i versamenti saccati. La presenza di un livello idro-aereo nell'ambito del versamento è indice di presenza di gas, che può essere causata da una fistola bronco-pleurica o dalla fermentazione secondaria alla presenza di germi patogeni.
Il mesotelioma (tumore maligno della pleura praticamente sempre associato all'esposizione all'amianto) radiologicamente si evidenzia come ispessimento della pleura stessa (con rare calcificazioni e a volte retrazione dell'emitorace), versamento pleurico o le due cose assieme. La TC è la tecnica di scelta utilizzata sia nello studiare l'estensione locale della malattia sia nel rilevarne le metastasi polmonari. Anche la RM può essere utilizzata per studiare in modo dettagliato la parete toracica e i tessuti molli circostanti.
Lo pneumotorace radiologicamente si rileva come un'area di ipodensità, con scomparsa del disegno polmonare e permanenza di una stria radiopaca che rappresenta la pleura viscerale. La radiografia del torace (ove appare come un'area di radiotrasparenza) è spesso sufficiente a porre diagnosi (la TC è utilizzata nei casi di pneumotorace di modesta entità). Nel pneumotorace iperteso si osserva inoltre spostamento del mediastino e/o collasso del polmone.

## Uso della TC nella radiologia interventistica e nella radioterapia
La TC del polmone è spesso utilizzata nella radiologia interventistica per guidare drenaggi di versamenti pleurici di varia natura o per effuare biopsie TC guidate di nodi polmonari o ispessimenti pleurici. Anche la radioterapia dei tumori polmonari non a piccole cellule si avvale della TC per effettuare la centratura del trattamento.